# Elecciones municipales de Huancayo de 1993
Las elecciones municipales de Huancayo de 1993 se llevaron a cabo el 29 de enero de 1993 para elegir al alcalde y al Concejo Provincial de Huancayo para el periodo 1993-1995. La elección se celebró simultáneamente con elecciones municipales en todo el país.

## Sistema electoral
La Municipalidad Provincial de Huancayo es el órgano administrativo y de gobierno de la provincia de Huancayo. Está compuesta por el alcalde y el Concejo Provincial.
La votación del alcalde y el concejo se realiza en base al sufragio universal, que comprende a todos los ciudadanos nacionales mayores de dieciocho años, empadronados y residentes en la provincia de Huancayo y en pleno goce de sus derechos políticos, así como a los ciudadanos no nacionales residentes y empadronados en la provincia de Huancayo.
El Concejo Provincial de Huancayo está compuesto por 19 regidores elegidos por sufragio directo para un período de tres (3) años, en forma conjunta con la elección del alcalde (quien lo preside). La votación es por lista cerrada y bloqueada. Se asigna a la lista ganadora los escaños según el método d'Hondt o la mitad más uno, lo que más le favorezca.

## Composición del Concejo Provincial de Huancayo
La siguiente tabla muestra la composición del Concejo Provincial de Huancayo antes de las elecciones.
| Partidos | Partidos                                                | Regidores |
| -------- | ------------------------------------------------------- | --------- |
|          | Frente Democrático                                      | 11        |
|          | Izquierda Unida                                         | 5         |
|          | Partido Aprista Peruano                                 | 1         |
|          | Frente Nacional de Trabajadores y Campesinos            | 1         |
|          | Lista Independiente Avanzada Democrática de Integración | 1         |

## Partidos y candidatos
A continuación se muestra una lista de los principales partidos y alianzas electorales que participaron en las elecciones:
| Candidatura | Candidatura | Partidos y alianzas                                                                       | Candidatos | Candidatos                  | Ideología                                                  | Resultado previo | Resultado previo | Ref. |
| Candidatura | Candidatura | Partidos y alianzas                                                                       | Candidatos | Candidatos                  | Ideología                                                  | Votos (%)        | Reg.             | Ref. |
| ----------- | ----------- | ----------------------------------------------------------------------------------------- | ---------- | --------------------------- | ---------------------------------------------------------- | ---------------- | ---------------- | ---- |
|             | AP          | Lista - Acción Popular (AP)                                                               |            | Pedro Morales Mansilla      | Humanismo Nacionalismo cívico Reformismo                   | 38.52%           | 7                |      |
|             | Libertad    | Lista - Movimiento Libertad (Libertad)                                                    |            | Augusto Gamarra Arrunátegui | Liberalismo clásico Democracia liberal Republicanismo      | 38.52%           | 0                |      |
|             | PPC         | Lista - Partido Popular Cristiano (PPC)                                                   |            | Gustavo Balvín Arauco       | Democracia cristiana Conservadurismo Liberalismo económico | 38.52%           | 4                |      |
|             | APRA        | Lista - Partido Aprista Peruano (APRA)                                                    |            | Víctor Miranda Valenzuela   | Aprismo                                                    | 11.03%           | 11               |      |
|             | FNTC        | Lista - Frente Nacional de Trabajadores y Campesinos (FNTC)                               |            | José Larrazabal Sánchez     | Nacionalismo de izquierda Tahuantinsuyismo                 | 8.35%            | 11               |      |
|             | MDI         | Lista - Movimiento Democrático de Izquierda (MDI)                                         |            | Juana Chung Ching           | Socialismo democrático                                     | Nuevo            | Nuevo            |      |
|             | Frepap      | Lista - Frente Popular Agrícola del Perú (Frepap)                                         |            | Walter Orihuela Camarena    | Israelismo Fundamentalismo cristiano Populismo             | Nuevo            | Nuevo            |      |
|             | NM–C90      | Lista - Alianza Nueva Mayoría - Cambio 90 (NM–C90) – Nueva Mayoría (NM) – Cambio 90 (C90) |            | Alfredo Quispe Salas        | Fujimorismo                                                | Nuevo            | Nuevo            |      |
|             | IND         | Lista - Lista Independiente Cambio 93                                                     |            | Augusto Lizárraga Acevedo   | Localismo huancaíno                                        | Nuevo            | Nuevo            |      |

Otros candidatos
| Partidos y alianzas | Partidos y alianzas                                            | Candidatos               |
| ------------------- | -------------------------------------------------------------- | ------------------------ |
|                     | Lista Independiente Alternativa Democrática                    | Diego Gutiérrez Orihuela |
|                     | Lista Independiente Avanzada Democrática de Integración        | Francisco Calle Hayen    |
|                     | Lista Independiente Frente Unidad y Poder Wanka                | Leandro Rojas Espinoza   |
|                     | Lista Independiente Democracia Popular                         | Mateo Cornejo Monteagudo |
|                     | Lista Independiente Frente Independiente Siglo 21              | Honorio Casallo Minaya   |
|                     | Lista Independiente Movimiento Independiente Salvemos Huancayo | Lorenzo Madueño Tapia    |
|                     | Lista Independiente Desarrollo Wanka                           | Aquiles Patiño Cárdenas  |
|                     | Lista Independiente Movimiento Político Sí 2000                | Víctor Mujica Ortega     |
|                     | Lista Independiente Movimiento Independiente Renovación        | Juan Shikawa Aliaga      |
|                     | Lista Independiente Movimiento Independiente Camino 93         | David Beltrán Solís      |
|                     | Lista Independiente Movimiento Independiente Nuevo Huancayo    | Marco Rodríguez Pérez    |
|                     | Lista Independiente Movimiento Independiente Mayoría Vecinal   | Jesús Araujo Medrano     |

## Resultados

### Sumario general
|                        |                                                                |              |              |              |           |           |
| Partidos y coaliciones | Partidos y coaliciones                                         | Voto popular | Voto popular | Voto popular | Regidores | Regidores |
| Partidos y coaliciones | Partidos y coaliciones                                         | Votos        | %            | ±pp          | Total     | +/−       |
|                        | Acción Popular (AP)                                            | 30,173       | 34.42        | n/a          | 11        | +4        |
|                        | Alianza Nueva Mayoría - Cambio 90 (NM–C90)                     | 20,953       | 23.90        | Nuevo        | 7         | +7        |
|                        | Lista Independiente Cambio 93                                  | 5,165        | 5.89         | n/a          | 1         | +1        |
|                        | Partido Popular Cristiano (PPC)                                | 4,249        | 4.85         | n/a          | 0         | –4        |
|                        | Movimiento Democrático de Izquierda (MDI)                      | 3,340        | 3.81         | Nuevo        | 0         | ±0        |
|                        | Partido Aprista Peruano (APRA)                                 | 3,305        | 3.77         | –7.26        | 0         | –1        |
|                        | Lista Independiente Alternativa Democrática                    | 3,075        | 3.51         | n/a          | 0         | ±0        |
|                        | Lista Independiente Avanzada Democrática de Integración        | 2,654        | 3.03         | n/a          | 0         | ±0        |
|                        | Lista Independiente Frente Unidad y Poder Wanka                | 2,356        | 2.69         | n/a          | 0         | ±0        |
|                        | Movimiento Libertad (Libertad)                                 | 2,256        | 2.57         | n/a          | 0         | ±0        |
|                        | Frente Nacional de Trabajadores y Campesinos (FNTC)            | 1,803        | 2.06         | –6.29        | 0         | –1        |
|                        | Lista Independiente Democracia Popular                         | 1,571        | 1.79         | n/a          | 0         | ±0        |
|                        | Lista Independiente Frente Independiente Siglo 21              | 1,183        | 1.35         | n/a          | 0         | ±0        |
|                        | Frente Popular Agrícola del Perú (Frepap)                      | 992          | 1.13         | Nuevo        | 0         | ±0        |
|                        | Lista Independiente Movimiento Independiente Salvemos Huancayo | 916          | 1.04         | n/a          | 0         | ±0        |
|                        | Lista Independiente Desarrollo Wanka                           | 878          | 1.00         | n/a          | 0         | ±0        |
|                        | Lista Independiente Movimiento Político Sí 2000                | 793          | 0.90         | n/a          | 0         | ±0        |
|                        | Lista Independiente Movimiento Independiente Renovación        | 736          | 0.84         | n/a          | 0         | ±0        |
|                        | Lista Independiente Movimiento Independiente Camino 93         | 630          | 0.72         | n/a          | 0         | ±0        |
|                        | Lista Independiente Movimiento Independiente Nuevo Huancayo    | 334          | 0.38         | n/a          | 0         | ±0        |
|                        | Lista Independiente Movimiento Independiente Mayoría Vecinal   | 308          | 0.35         | n/a          | 0         | ±0        |
|                        |                                                                |              |              |              |           |           |
| Total                  | Total                                                          | 87,670       |              |              | 19        | ±0        |
|                        |                                                                |              |              |              |           |           |
| Votos válidos          | Votos válidos                                                  | 87,670       | 65.39        | –4.58        |           |           |
| Votos en blanco        | Votos en blanco                                                | 7,334        | 5.47         | –2.92        |           |           |
| Votos nulos            | Votos nulos                                                    | 39,066       | 29.14        | +7.50        |           |           |
| Votos emitidos         | Votos emitidos                                                 | 134,070      | 54.42        | +2.82        |           |           |
| Abstenciones           | Abstenciones                                                   | 112,295      | 45.58        | –2.82        |           |           |
| Votantes registrados   | Votantes registrados                                           | 246,365      |              |              |           |           |
|                        |                                                                |              |              |              |           |           |
| Fuente:                |                                                                |              |              |              |           |           |

### Concejo Provincial de Huancayo
| Cargo                           | Autoridad electa              | Partido político | Partido político                  |
| ------------------------------- | ----------------------------- | ---------------- | --------------------------------- |
| Alcalde Provincial de Huancayo  | Pedro Morales Mansilla        |                  | Acción Popular                    |
| Regidor Provincial de Huancayo  | Carlos Visag Berrospi         |                  | Acción Popular                    |
| Regidor Provincial de Huancayo  | Efraín Huamán Fernández       |                  | Acción Popular                    |
| Regidor Provincial de Huancayo  | Marco Soria Herrera           |                  | Acción Popular                    |
| Regidor Provincial de Huancayo  | Rafael Rospigliosi Belledonne |                  | Acción Popular                    |
| Regidora Provincial de Huancayo | Elsa Herrera Ortiz            |                  | Acción Popular                    |
| Regidor Provincial de Huancayo  | Luis Mendoza del Río          |                  | Acción Popular                    |
| Regidor Provincial de Huancayo  | Diego Véliz Duarte            |                  | Acción Popular                    |
| Regidor Provincial de Huancayo  | Hugo Gavino Salazar           |                  | Acción Popular                    |
| Regidor Provincial de Huancayo  | Carlos Berrío Córdova         |                  | Acción Popular                    |
| Regidor Provincial de Huancayo  | Lorenzo Vergara Mejía         |                  | Acción Popular                    |
| Regidor Provincial de Huancayo  | Cliver Lázaro Llacua          |                  | Acción Popular                    |
| Regidor Provincial de Huancayo  | Carlos Basto Acosta           |                  | Alianza Nueva Mayoría - Cambio 90 |
| Regidor Provincial de Huancayo  | Hugo Ayala Sínchez            |                  | Alianza Nueva Mayoría - Cambio 90 |
| Regidor Provincial de Huancayo  | Manuel Avellaneda Indacochea  |                  | Alianza Nueva Mayoría - Cambio 90 |
| Regidor Provincial de Huancayo  | Rodolfo Quispe Parián         |                  | Alianza Nueva Mayoría - Cambio 90 |
| Regidor Provincial de Huancayo  | Juan Barragán Vidal           |                  | Alianza Nueva Mayoría - Cambio 90 |
| Regidor Provincial de Huancayo  | Bartolomé Sáenz Loayza        |                  | Alianza Nueva Mayoría - Cambio 90 |
| Regidor Provincial de Huancayo  | Armando Acosta Menéndez       |                  | Alianza Nueva Mayoría - Cambio 90 |
| Regidor Provincial de Huancayo  | Víctor Huamán Sánchez         |                  | Lista Independiente Cambio 93     |

## Elecciones municipales distritales

### Resultados por distrito
La siguiente tabla enumera el control de los distritos de la provincia de Huancayo. El cambio de mando de una organización política se resalta del color de ese partido.
| Distrito                  | Alcalde(sa) titular          | Partido político           | Partido político                 | Alcalde(sa) electo(a)          | Partido político           | Partido político                 |
| ------------------------- | ---------------------------- | -------------------------- | -------------------------------- | ------------------------------ | -------------------------- | -------------------------------- |
| Áhuac                     | Celia Fernández Dávila       |                            | Frente Democrático               | Adolfo Ospinal Socualaya       |                            | Partido Aprista Peruano          |
| Carhuacallanga            | Elecciones anuladas          | Elecciones anuladas        | Elecciones anuladas              | Sin información disponible     | Sin información disponible | Sin información disponible       |
| Chacapampa                | Sin información disponible   | Sin información disponible | Sin información disponible       | Rosembert Quispe Camposano     |                            | Frente Unidad y Poder Wanka      |
| Chicche                   | Sin información disponible   | Sin información disponible | Sin información disponible       | Pedro Meza Hualparuca          |                            | Acción Popular                   |
| Chilca                    | Florentino Tello Quispe      |                            | Izquierda Unida                  | Rómulo Matos Araujo            |                            | Acción Popular                   |
| Chongos Alto              | Sin información disponible   | Sin información disponible | Sin información disponible       | Rudecindo Machacuay de la Cruz |                            | Cambio 93                        |
| Chongos Bajo              | Alfredo Hervacio Cartolín    |                            | Partido Popular Cristiano        | Agustín Nestares Palomino      |                            | Acción Popular                   |
| Chupaca                   | Máximo Arrieta La Torre      |                            | Izquierda Unida                  | Augusto Palacios Córdova       |                            | Llapanchic                       |
| Chupuro                   | Ernesto Chambergo Lozano     |                            | Frente Democrático               | Antonio Salvador Valentín      |                            | Frente Popular Agrícola del Perú |
| Colca                     | Fortunato Nestares Solís     |                            | Lista Independiente N° 3         | Fortunato Nestares Solís       |                            | Frente Independiente Colquino    |
| Cullhuas                  | Justo Palián Anselmo         |                            | Acción Popular                   | Eulogio Sinche Coronación      |                            | Partido Popular Cristiano        |
| El Tambo                  | Arturo Poma Ramos            |                            | Frente Democrático               | Héctor Melgar Lazo             |                            | Frente Vecinal Independiente     |
| Huáchac                   | Sin información disponible   | Sin información disponible | Sin información disponible       | Nicolás Rojas Mosquera         |                            | Movimiento Comunal Huáchac       |
| Huacrapuquio              | Tito Quispe Yupanqui         |                            | Izquierda Unida                  | Félix Vilcapoma Gonzáles       |                            | Cambio 93                        |
| Hualhuas                  | Sin información disponible   | Sin información disponible | Sin información disponible       | Israel Miguel Sacarías         |                            | Acción Popular                   |
| Huamancaca Chico          | Howard Gómez Chipana         |                            | Unión Democrática                | Howard Gómez Chipana           |                            | Unión Democrática                |
| Huancán                   | Máximo Pérez Rojas           |                            | Acción Popular                   | Florencio Miranda Ticse        |                            | Acción Popular                   |
| Huasicancha               | Sin información disponible   | Sin información disponible | Sin información disponible       | Sin información disponible     | Sin información disponible | Sin información disponible       |
| Huayucachi                | Pedro Vila Palomino          |                            | Acción Popular                   | Pedro Vila Palomino            |                            | Acción Popular                   |
| Ingenio                   | Inocente Atencio B.          |                            | Frente Democrático               | Ignacio Cárdenas Meza          |                            | Valle Azul                       |
| Pariahuanca               | Venancio Alhua Meza          |                            | Lista Independiente N° 3         | Venancio Alhua Meza            |                            | Movimiento Clasista Campesinos   |
| Pilcomayo                 | Esteban Ninamango Vásquez    |                            | Frente Democrático               | Estaban Ninamango Vásquez      |                            | Partido Popular Cristiano        |
| Pucará                    | Leoncio Orihuela Medrano     |                            | Frente Democrático               | Eloy Ureta Canchari            |                            | Acción Popular                   |
| Quichuay                  | Lucio Raymundo Moya          |                            | Avanzada Democrática             | Ángel Huamanchaqui Córdova     |                            | Acción Popular                   |
| Quilcas                   | Teódulo Contreras Santa Cruz |                            | Izquierda Unida                  | Silvano Ponce Najera           |                            | Pachacútec 2000                  |
| San Agustín               | Lucio Gómez Iparraguirre     |                            | Lista Independiente N° 3         | Carlos Mallqui Meza            |                            | Renovación Cajasina              |
| San Jerónimo de Tunán     | Abidio Acosta Malpica        |                            | Frente Democrático               | Abidio Acosta Malpica          |                            | Acción Popular                   |
| San Juan de Jarpa         | Pablo Mayorga Vega           |                            | Partido Aprista Peruano          | Alejandro Samaniego Huaynala   |                            | Cambio 93                        |
| San Juan de Yscos         | Tiburcio Lermo Villar        |                            | Frente Democrático               | Jesús Chuquillanqui Mayhuasca  |                            | Acción Popular                   |
| Santo Domingo de Acobamba | Héctor Mercado Llamuco       |                            | Lista Independiente N° 5         | Mario Meza Aranda              |                            | Acción y Trabajo                 |
| Saño                      | Evelza Pacheco Espinoza      |                            | Unión Cívica Independiente       | Leoncio Velásquez Apolinario   |                            | Lista Independiente Saño         |
| Sapallanga                | Oswaldo Huamán Baltazar      |                            | Izquierda Unida                  | Víctor Berrospi Fernández      |                            | Frente Nacional de Trabajadores  |
| Sicaya                    | Longino Navarro Balvín       |                            | Izquierda Unida                  | Félix Gutarra Baldeón          |                            | Progresista Sicaya               |
| Tres de Diciembre         | Gregorio Sinche Coronación   |                            | Partido Popular Cristiano        | Amanda Torre Sedano            |                            | Partido Popular Cristiano        |
| Viques                    | Máxima Ricci Valverde        |                            | Frente Popular Agrícola del Perú | Héctor Canchanya Balbín        |                            | Cambio 93                        |
| Yanacancha                | Sin información disponible   | Sin información disponible | Sin información disponible       | César Blas Torres              |                            | Independiente Democrático        |